# Kinzigaue von Langenselbold
Die Kinzigaue von Langenselbold ist ein Naturschutzgebiet auf dem Gebiet der Stadt Langenselbold im Main-Kinzig-Kreis in Hessen. Das Naturschutzgebiet liegt südlich der Kernstadt Langenselbold nördlich entlang der Kinzig, südlich der A 66 und östlich der A 45.

## Bedeutung
Das 128,66 ha große Gebiet ist seit dem Jahr 1980 unter der Kennung 1435019 als Naturschutzgebiet ausgewiesen, seit 2008 als flächen- und namensgleiches FFH-Gebiet (DE 5820-301). Ziel des Naturschutzgebietes ist es, „den sogenannten Ruhlsee, einen bedeutenden Rastplatz für wassergebundene Vogelarten zu erhalten und Störungen dieses Gebietes zu verhindern.“ Im Gebiet des Naturschutzgebietes sind Talaue und der Lauf der Kinzig in einem schutzwürdigen naturnahen Zustand. Ebenfalls Teil des Schutzgebietes sind „ornithologisch und botanisch sowie pflanzensoziologisch wertvolle Auewaldbereiche, die eine reichhaltige Vogelwelt, teilweise seltene Arten, beherbergen.“